# Bernard Lonergan
Bernard Joseph Francis Lonergan (Buckingham, Canadá, 17 de diciembre de 1904 – Pickering, Canadá, 26 de noviembre de 1984) fue un teólogo canadiense. Es considerado uno de los más importantes pensadores católicos del siglo XX.

## Biografía
Bernard Joseph Francis Lonergan nació el 17 de diciembre de 1904 en Buckingham (Quebec) en Canadá. Después de haber frecuentado por cuatro años el Loyola College de Montreal, en 1922 entró en la provincia de Canadá septentrional de la Compañía de Jesús, e hizo su profesión solemne el 31 de julio de 1924, día de la memoria litúrgica de San Ignacio de Loyola. Después de dos ulteriores años de formación y estudio, en 1926 fue enviado al Heythrop College de Londres para estudiar la filosofía escolástica. Lonergan respetaba la competencia y la preparación de sus profesores en Heythrop, pero se decepcionó profundamente de su enfoque ligado a la filosofía de Francisco Suárez. Mientras se encontraba en Heythrop, Lonergan presenta exámenes de matemáticas y letras clásicas en la Universidad de Londres. En 1930 regresó a Canadá donde enseñó durante tres años en el Loyola College de Montreal. En 1933 Lonergan fue enviado a Roma para estudiar teología en la Pontificia Universidad Gregoriana. En 1936 fue ordenado sacerdote. Después de un posterior año de noviciado (tercera probación) en Amiens, Francia, Lonergan volvió a la Gregoriana en 1937 para proseguir con sus estudios de doctorado en teología. A causa del estallido de la Segunda Guerra Mundial se vio obligado a dejar Italia y regresar a Canadá en mayo de 1940, apenas dos días antes de la prevista discusión de su tesis doctoral. En el mismo año comenzó a enseñar teología en el Colegio de la Inmaculada Concepción, la facultad de teología de la universidad jesuita de Montreal. Logró discutir su tesis de doctorado el 23 de diciembre de 1946 cuando una comisión especial de examinadores fue a Montreal. Lonergan enseñó teología en el Regis College de Toronto de 1947 a 1953, y en la Pontificia Universidad Gregoriana de 1953 a 1964. En la Gregoriana realizaba cursos sobre la Trinidad y de Cristología en años alternos, componiendo obras fundamentales sobre estos temas. En 1964, tuvo nuevamente que volver precipitadamente a América del Norte, para curarse de un cáncer en los pulmones. Volvió a enseñar en el Regis College de 1965 a 1975, fue profesor de teología en la Universidad de Harvard de 1971 a 1972 y "Distinguido Profesor Visitante" en el Boston College de 1975 a 1983. Murió en el hospital jesuita de Pickering en Ontario el 26 de noviembre de 1984.
Durante su larga y gloriosa carrera académica Lonegran ricibió 19 títulos honoríficos y una serie de otros reconocimientos, incluyendo la investidura a Compañero de la Orden de Canadá en 1971 y el nombramiento a socio correspondiente de la Academia Británica en 1975. Fue nombrado por el papa Pablo VI miembro de la Comisión Teológica Internacional en 1969, año de su fundación.

## Pensamiento
Lonergan buscó hacer en el siglo XX lo que santo Tomás de Aquino hizo en su época. Como Aquino había aplicado con éxito el pensamiento aristotélico al servicio de una comprensión cristiana del universo, así Lonergan llegó a un acuerdo con el pensamiento científico moderno, histórico y hermenéutico. Ha desarrollado este programa en sus dos obras más importantes La inteligencia: estudio sobre la comprensión de la experiencia (1957) y El método en teología (1972).
La clave del pensamiento de Lonergan es el concepto de "auto-apropiación", es decir, el descubrimiento personal y la adhesión personal a la estructura dinámica de investigación, conocimiento, juicio y decisión. A través de la auto-apropiación se encuentra en la propia inteligencia, racionalidad y responsabilidad el fundamento de cada tipo de búsqueda y el modelo de base del método de investigación en cada campo del conocimiento.
A menudo se le agrupa con Karl Rahner, Emerich Coreth y Joseph Maréchal entre los tomistas trascendentales. Sin embargo, Lonergan nunca ha considerado esta definición adecuada a su filosofía.

## Obras principales
- "Grace and Freedom" (1940)
- "Verbum: Word and Idea in Aquinas"
- "Insight: A Study of Human Understanding" (1957)
- "Method in theology" (1972)